# Chiesa di Santa Caterina (Cassine)
La chiesa di Santa Caterina è la parrocchiale di Cassine, in provincia di Alessandria e diocesi di Acqui; fa parte della zona pastorale Acquese-Alessandrina.

## Storia
Già nel 1156 Cassine è elencata tra le pertinenze della diocesi di Acqui; nel 1175, tuttavia, papa Alessandro III la assegnò al vescovo di Alessandria, senza che però questa disposizione trovasse applicazione.
L'esistenza dell'originaria chiesa di Santa Caterina è attestata già nel XVI secolo nelle relazioni di alcune visite pastorali; questo luogo di culto ereditò i privilegi dell'antica pieve di Santa Maria.
La prima pietra della nuova parrocchiale venne posta nel 1776; l'edificio, in stile barocco, fu disegnato da Giuseppe Caselli e portato a compimento nel 1790, sebbene vi si officiasse già dal 1786.

## Descrizione

### Esterno
La convessa facciata della chiesa, rivolta a levante, è suddivisa da una cornice marcapiano in due registri, entrambi scanditi da lesene e abbelliti da specchiature; quello inferiore presenta centralmente il portale d'ingresso timpanato, mentre quello superiore è caratterizzato dal rosone e coronato dal frontone.
Annesso alla parrocchiale è il campanile a pianta quadrata, suddiviso da cornici marcapiano in più registri; la cella presenta su ogni lato una monofora affiancata da lesene.

### Interno
L'interno dell'edificio si compone di un'unica navata, sulla quale si affacciano le cappelle laterali e le cui pareti sono scandite da lesene corinzie sorreggenti la trabeazione sopra la quale si imposta la volta; al termine dell'aula si sviluppa il presbiterio, rialzato di alcuni gradini, ospitante l'altare maggiore e chiuso dall'abside semicircolare. 
Qui sono conservate diverse opere di pregio, tra le quali l'organo, costruito nel XVIII secolo, la pala raffigurante l'Assunta con i Santi Caterina e Stefano, dipinta nel 1784 da Carlo Gorzio, e gli stucchi, eseguiti da Giuseppe Ossola e Giovanni Avagni.